# Zenwalk
Zenwalk (anciennement Minislack), ou Zenwalk Linux est une distribution Linux créée par Jean-Philippe Guillemin. Elle est basée sur Slackware et 100% compatible avec cette dernière.  Zenwalk se veut être une distribution à objectifs multiples en mettant l'accent sur les applications Internet, le multimédia et les outils de programmation. En outre, Zenwalk est livrée avec de nombreux outils spécialisés, conçus tant pour les débutants que pour les utilisateurs avancés étant donné qu'elle offre une configuration du système via le mode graphique et la ligne de commande.

## Historique
Jean-Philippe Guillemin, également connu sous le nom de « Hyperion » ou « JP » est le créateur et le principal contributeur à Zenwalk Linux. Il obtient un diplôme en génie électrique à l'université de Nantes, et travaille actuellement pour la société Apixit[réf. nécessaire]. Jean-Philippe Guillemin élabore également plusieurs projets comme Snorter[réf. nécessaire], une interface de reporting et corrélation de logs pour la détection d'intrusion Snort, et certains outils d'administration système pour le système d'exploitation Linux (Netpkg, le gestionnaire de paquets de Zenwalk et Xnetconf, outil de configuration réseau, entre autres)[réf. nécessaire].
Zenwalk est à l'origine appelé Minislack jusqu'à la version 1,1, prenant son nom actuel avec la version 1,2 parue le 12 août 2005. Dans ses premières versions, Zenwalk utilise KDE comme environnement de bureau par défaut, puis depuis la version 0,3, Xfce, bien que les paquets GNOME et KDE soient toujours disponibles séparément.

## Objectifs
Le projet Zenwalk vise à créer un système d'exploitation Linux léger tout en intégrant la dernière version stable des logiciels disponibles (en utilisant une seule application par tâche sur l'image ISO), l'optimisation pour l'architecture du processeur afin d'accroître la vitesse d'exécution, et un système de gestion de paquets avec résolution de dépendances.

## Communauté
Le projet Zenwalk a un forum international et un forum francophone qui permet aux utilisateurs et aux développeurs d'écrire aussi bien leurs problèmes, leurs préoccupations que leurs éloges.
La partie de la communauté qui est impliquée dans les tests des nouveaux logiciels est étroitement écoutée par les promoteurs de projets. Les logiciels officiels les plus récents sont publiés dans la branche snapshot, et lorsque suffisamment d'essais et de débogages ont été achevés, un paquet est placé dans la branche current, où la plupart des utilisateurs peuvent télécharger les logiciels et mettre à jour leur système.
La communauté est également encouragée à prendre part au développement des logiciels, au départ des logiciels sources officiels. Cela permet à des logiciels tiers d'être rendus compatibles avec la structure des répertoires de Zenwalk et d'améliorer l'interopérabilité avec le reste de la distribution. Les informations concernant la contribution au projet Zenwalk peuvent être trouvées sur le forum international et sur le forum francophone de la distribution.

## Gestion des paquets
Zenwalk utilise le gestionnaire de paquets Netpkg. Il est développé en interne, et fournit les principales fonctionnalités de l'outil apt-get, un autre gestionnaires de paquets. Il utilise le format Tgz de Slackware mais ajoute la capacités de résolution de dépendances. Le système utilise des fichiers de métadonnées pour fournir des informations sur les dépendances, ainsi que sur la description des paquets pendant le processus d'installation. 
Cette pratique n'est disponible que pour les miroirs officiels Zenwalk énumérés dans le fichier de configuration Netpkg, netpkg.conf. Outre l'interface textuelle originale de Netpkg, une interface graphique est également disponible sous le nom de Xnetpkg. Les paquets disponibles sur les miroirs de Zenwalk ont pour but de rester fidèle à la philosophie du projet et d'utiliser une application par tâche, mais cependant ceux-ci permettent la personnalisation par l'utilisateur final du système en offrant une plus grande variété. En plus, Zenwalk est compatible avec la gestion des paquets Slackware dont des outils tels que slapt-get et ses interfaces, et ont les mêmes fonctionnalités que celui de Netpkg.

## Architectures supportées
Zenwalk était à l'origine optimisée pour l'architecture i686, mais n'est désormais disponible que pour x64 depuis la version 8.0.

## Variantes du projet
Il existe quatre variantes principales de Zenwalk :
- Zenwalk (version complète ~ image ISO de 420 Mo) est une distribution destinée à un usage bureautique et de développement. Conçu pour être un système d'exploitation stand-alone, il s'installe sur le disque dur par le biais d'un installateur basé sur ncurses. Il comprend tous les paquets de logiciels officiellement publiés et jugées les plus utiles pour leurs tâches. Cette collection peut changer à chaque nouvelle version.

- Zenwalk Core (~ image ISO de 230 MB) est un système Zenwalk conçu dans l'esprit de personnalisation.  Livré sans l'interface graphique X Window System, son objectif est de permettre à un utilisateur qualifié de construire un système adapté à ses besoins. Le développeur chargé du projet est Emmanuel Bailleul.

- ZenLive (~ image ISO de 476 Mo) est un Live CD basé sur Zenwalk. ZenLive suit les progrès réalisés par l'ensemble du système Zenwalk, reflétant ainsi le numéro de version, et tente de rester fidèle à l'objectif original de la distribution.
En outre, il comprend toutes les bibliothèques et applications requises pour développer et compiler les logiciels, une fonctionnalité particulièrement rare dans les distributions live CD. Les membres du projet sont : Pierrick Le Brun (créateur), Mauricio Tricoli (chef de projet) et Michael Verret (graphisme).

- Zenserver est un système Zenwalk spécifiquement conçu pour les serveurs. Cette déclinaison est considérée obsolète et n'est plus maintenue depuis 2008.

## Distributions basées sur Zenwalk
Il existe actuellement cinq distributions connues, basées sur Zenwalk :
- Arudius, un live CD Linux destiné à la sécurité et au réseau, proposant des outils de tests d'intrusion et d'analyse de vulnérabilité
- SaxenOS, une distribution construite à l'origine pour accompagner le matériel plus ancien (SaxenOS 2008 n'est pas plus légère que les versions antérieures)
- SLAMPP, conçu pour faciliter l'installation d'un serveur
- Zeee Zenwalk, pour les Asus Eee PC
- Zencafe, une distribution optimisée pour les cybercafés